# Protokollarische Rangordnung in Kanada
Die protokollarische Rangordnung in Kanada ist eine zeremonielle Rangfolge.
Heritage Canada veröffentlicht mit der Table of Precedence for Canada eine offizielle Rangfolge. In dieser Table of Precedence for Canada wird der König (His Majesty King Charles III) nicht aufgeführt. Aus einer Protokollnotiz ergibt sich jedoch sein Vorrang. Das Department of National Defence gibt ebenfalls eine protokollarische Rangordnung heraus. Wesentlicher Unterschied ist, das in dieser die Mitglieder der kanadischen Königsfamilie einbezogen sind.

## Die zeremonielle Rangordnung
Die Rangordnung lautet wie folgt:
1. Generalgouverneurin (Her Excellency the Right Honourable Mary Simon)
2. Premierminister (The Right Honourable Mark Carney)
3. Chief Justice (The Right Honourable Richard Wagner)
4. Ehemalige Generalgouverneure in der Reihenfolge ihrer Amtszeit:
  1. The Right Honourable Ed Schreyer (1979–1984)
  2. The Right Honourable Adrienne Clarkson (1999–2005)
  3. The Right Honourable Michaëlle Jean (2005–2010)
  4. The Right Honourable David Johnston (2010–2017)
  5. The Right Honourable Julie Payette (2017–2021)
5. Überlebende Ehepartner verstorbener Generalgouverneure:
  1. Diana Fowler LeBlanc
6. Ehemalige Premierminister in der Reihenfolge ihrer Amtszeit:
  1. The Right Honourable Joe Clark (1979–1980)
  2. The Right Honourable Kim Campbell (1993)
  3. The Right Honourable Jean Chrétien (1993–2003)
  4. The Right Honourable Paul Martin (2003–2006)
  5. The Right Honourable Stephen Harper (2006–2015)
  6. The Right Honourable Justin Trudeau (2015–2025)
7. Ehemalige Chief Justices of Canada, in der Reihenfolge ihrer Amtszeit:
  1. The Right Honourable Beverley McLachlin (2000–2017)
8. Sprecher des Senats (The Honourable Raymonde Gagné)
9. Sprecher des Unterhauses (The Honourable Greg Fergus MP)

Das politisch einflussreichste Amt ist das des Premierministers als Regierungschef, obwohl er in der protokollarischen Rangliste nicht der erste ist.